# La Bête (pièce de théâtre)
Pour les articles homonymes, voir La Bête.
La Bête est une pièce de théâtre en un acte de l'écrivain Marius Riollet. La pièce a été mise en scène par Fernand Ledoux en 1939, à la Comédie-Française.

## Résumé
Surprenant ses deux enfants en pleine dispute,  Henry IV raconte à Louis et Elisabeth l'histoire d'une princesse à qui les fées ont promis un bel avenir si la Bête (représentant la guerre civile) ne la mange pas.  

## Représentations

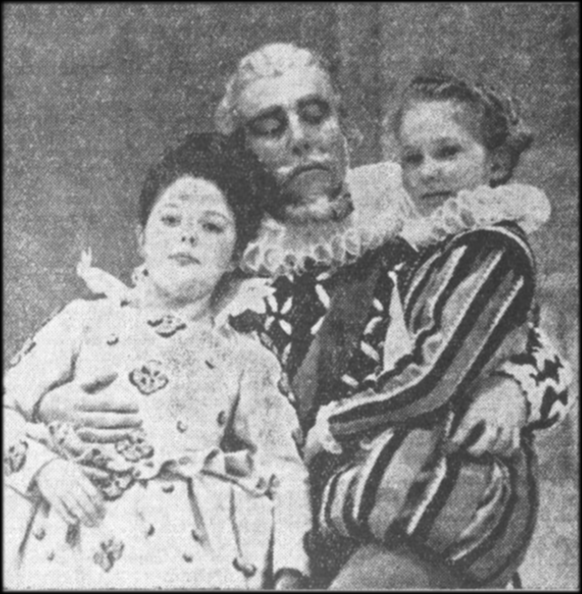
Paulette Frantz, Louis Seigner et Claude Borelli dans La Bête (1939).

La Bête, mise en scène par Fernand Ledoux, a été présentée pour la première fois le 18 avril 1939 à la Comédie-Française en première d'une reprise de L'Indiscret d'Edmond Sée.
C'est la première pièce jouée par Louis Seigner en tant que pensionnaires de la Comédie-Française,.

## Distribution
- Louis Seigner : Henry IV
- Paulette Frantz : Elisabeth
- Claude Borelli : Louis